# Новофедорівка (Полтавський район)
Новофе́дорівка — село в Україні, у Чутівській селищній громаді Полтавського району Полтавської області. Населення становить 443 осіб. Орган місцевого самоврядування — Чутівська селищна рада.

## Населення

### Мова
Розподіл населення за рідною мовою за даними перепису 2001 року:
| Мова       | Кількість | Відсоток |
| ---------- | --------- | -------- |
| українська | 428       | 96.61%   |
| російська  | 15        | 3.39%    |
| Усього     | 443       | 100%     |

## Географія
Село Новофедорівка знаходиться на лівому березі річки Коломак, вище за течією на відстані 3 км розташований селище Чутове, нижче за течією на відстані 3 км розташоване село Виноминівка, на протилежному березі — село Стінка. Поруч проходить автомобільна дорога М03.

## Історія
12 червня 2020 року, відповідно до розпорядження Кабінету Міністрів України № 721-р «Про визначення адміністративних центрів та затвердження територій територіальних громад Полтавської області», село увійшло до складу Чутівської селищної громади.
19 липня 2020 року, в результаті адміністративно - територіальної реформи та ліквідації Чутівського району, село увійшло до складу новоутвореного Полтавського району.